# Manifestations contre le projet de loi de finances au Kenya
Les manifestations contre le projet de loi de finances au Kenya sont une série de manifestations au Kenya opposées à un projet de loi déposé par le gouvernement au Parlement du Kenya.
En mai 2024, le Parlement propose le « projet de loi de finances 2024 », qui modifierait principalement le système fiscal pour rembourser la dette. Le projet de loi est fortement critiqué par les jeunes Kényans, particulièrement préoccupés par un volet qui prévoit une augmentation des impôts. Ces jeunes Kényans mènent les premières protestations, en se mobilisant d'abord en ligne et en utilisant des plateformes de réseaux sociaux telles que TikTok et Instagram. Les jeunes activistes font circuler des appels à l'action, traduisent le projet de loi dans plusieurs langues locales, utilisent l'outil d'intelligence artificielle ChatGPT pour répondre aux questions sur le projet de loi et divulguent les numéros de téléphone de dirigeants politiques afin de permettre aux manifestants de les inonder de messages,.
Des manifestations pacifiques débutent le 18 juin à Nairobi, entraînant des arrestations largement condamnées.[réf. souhaitée] Le 19 juin, le Parlement modifie le projet de loi en supprimant certaines clauses controversées, mais le projet de loi est tout de même adopté le lendemain, donnant lieu à des manifestations dans tout le pays et à de violents affrontements avec les forces de sécurité. Le 25 juin, des manifestants prennent d'assaut les bâtiments du Parlement, entraînant des affrontements avec la police qui ont fait au moins cinq morts et de nombreux blessés.
Pour étouffer la gronde, la police kényane a notamment procédé à des disparitions forcées et des exécutions extrajudiciaires. Des dizaines de blogueurs, avocats et syndicalistes ont été victimes d’enlèvement, souvent nocturnes, par des hommes cagoulés et armés, dans des véhicules sans plaques d’immatriculation. Les cadavres de certains d'entre eux ont été retrouvés dans les rues.

## Contexte
Le gouvernement kényan prévoit un projet de loi de finances visant à modifier le système fiscal afin de lever 2,7 milliards de dollars supplémentaires pour alléger la lourde dette du Kenya.

## Chronologie des évènements

### 13 mai au 18 juin - Premier jour de manifestation
Le #RejectFinanceBill2024 débute sur TikTok avant de se propager sur X où la diffusion des mouvements anti-impôts a été facilitée par d'autres plateformes telles qu'Instagram et WhatsApp.
À l'origine, il s'agissait d'un appel à l'action lancé aux internautes pour qu'ils demandent à leurs députés de voter contre le projet de loi en partageant publiquement les numéros de téléphone de plusieurs d'entre eux. Lorsqu'il est apparu que cette tentative était vaine, des affiches appelant à une manifestation le mardi 18 juin 2024 ont commencé à circuler sur tous les médias sociaux, appelant tout le monde à venir en grand nombre pour protester contre le projet de loi. C'est ainsi qu'est né le hashtag #OccupyParliament,.

### 18 juin - Deuxième jour de manifestation
Le premier jour des manifestations voit des centaines de Kényans descendre dans les rues de la capitale, Nairobi, pour condamner le projet de loi et exhorter leurs députés à voter contre le projet de loi lors de la deuxième lecture du projet de loi prévue le 20 juin 2024. Dans ce qui est en grande partie une manifestation pacifique, les Kényans, dont l'intention initiale était de s'asseoir devant les bâtiments du Parlement, sont contrecarrés par la police qui leur lance des grenades lacrymogènes. Le commandant de la police de Nairobi, Adamson Bungei, déclare qu'aucun groupe n'avait été autorisé à manifester. 210 personnes sont arrêtées et la police fait usage de gaz lacrymogènes. Les craintes de pillage entraînent la fermeture temporaire de plusieurs commerces. Malgré ces arrestations, les manifestations et le sit-in prévu devant les bâtiments du parlement se poursuivent,. La Law Society of Kenya et les organisations de défense des droits de l'homme à Nairobi et dans le monde entier condamnent la violence de la police à l'encontre des manifestants. Des journalistes sont également agressés lors des manifestations, ce qui entraîne la condamnation du Media Council of Kenya et de plusieurs médias kenyans,. Malgré la violence, il n'y a pas de morts dans les deux camps lors de la première journée de manifestations.
En réponse aux violences policières, les Kényans publient sur les réseaux sociaux des informations personnelles sur les policiers photographiés ou filmés en train de commettre des actes de violence à l'encontre de manifestants . Ils publient des numéros d'identification, des numéros de téléphone et des informations sur leurs familles.
Toutes les personnes arrêtées sont libérées le lendemain à la suite des pressions exercées par le peuple kényan, les dirigeants politiques et les groupes de défense des droits de l'homme tels qu'Amnesty International.

### 19 juin - Amendements au projet de loi, troisième jour de protestation
En réponse aux protestations publiques exprimées dans tout le pays, la commission budgétaire propose des amendements au projet de loi, supprimant certaines des sections controversées du projet de loi, :
- Suppression de la TVA de 16 % sur le pain ordinaire, le transport de la canne à sucre, les services financiers et les opérations de change.
- Suppression de la taxe sur les véhicules à moteur de 2,5 %.
- L'annulation de la proposition de droit d'accise de 20 % sur les paiements par mobile money, au lieu des 15 % actuels.
- Suppression des droits d'accise sur les œufs, les pommes de terre et les oignons importés.
- Suppression de la clause permettant à la Kenya Revenue Authority d'avoir accès aux comptes financiers des Kényans sans décision de justice.

Cependant, de nombreux Kényans ne sont pas satisfaits des amendements. Ils descendent à nouveau dans la rue pour protester contre le projet de loi et jurent de ne pas s'arrêter tant que le projet de loi n'aurait pas été abandonné dans son intégralité. C'est ainsi que naît le hashtag #RejectNotAmend. Ils demandent dorénavant la démission de William Ruto.

### 20 juin - Quatrième journée de protestation, des manifestants tués par la police
Ce troisième jour de manifestations précède une séance de la Chambre pour la deuxième lecture du projet de loi de finances. Des milliers de Kenyans de 19 des 47 comtés du pays, dont la capitale Nairobi et les villes de Mombasa, Kisumu, Eldoret, Meru, Lodwar, Kakamega, Kisii, Nakuru, Nyeri, Nanyuki et Kilifi, descendent à nouveau dans la rue pour exhorter les députés à voter contre le projet de loi lors de la séance parlementaire qui s'est tenue ce jour-là.
Les résultats du vote parlementaire sont de 204 contre 115, la majorité des députés votant pour le projet de loi.
Au cours de la semaine qui précède la présentation du projet de loi, des jeunes mécontents divulguent les numéros de téléphone des parlementaires concernés, et les harcèlent d'appels et de messages, exprimant leur désaccord et les exhortant à rejeter le projet de loi.
Lors d'une cérémonie de remise des diplômes à l'Université de Garissa à laquelle assistait le président Ruto, des personnes scandent « Rejeter le projet de loi de finances 2024 » alors que le cortège présidentiel traverse la ville.

### 23 juin
Le gouvernement du Kenya déclare que le président Ruto est prêt à discuter avec les manifestants, affirmant qu'il fier « fier de nos jeunes »,. Néanmoins, les manifestants appellent à une grève nationale le 25 juin 2024 pour faire avancer leurs revendications.
Les Kényans de Dallas, menés par le leader du Roots Party George Wajackoyah, protestent contre le projet de loi.

### 24 juin
Des centaines de jeunes du comté de Lamu manifestent dans les rues contre le projet de loi. Les manifestants reprochent au gouvernement d'avoir proposé ce qu'ils ont qualifié d'« agenda irréaliste ».
Le gouvernement kenyan déclare qu'il autoriserait la manifestation nationale prévue pour le 25 juin. Le secrétaire du cabinet chargé de la sécurité intérieure, Kithure Kindiki, déclare que ceux qui souhaitaient manifester peuvent le faire tant que les protestations restent pacifiques.
Les groupes de défense des droits demandent qu'internet ne soit pas interrompu pendant les manifestations.

### 25 juin - Attaque du Parlement
Les manifestants, protestant aux abords du Parlement, submergent la police et entrent dans le bâtiment peu après l'adoption du projet de loi de finances. 
La police ouvre le feu sur les manifestants. Selon la Commission nationale des droits de l'homme du Kenya, 19 personnes sont mortes lors des manifestations à Nairobi et plus de 160 personnes sont soignées pour leurs blessures. Amnesty International rapporte que plus de 200 personnes sont blessées.

### 26 juin - Retrait du projet de loi
Le 26 juin, des militants appellent à des manifestations pacifiques pour s'opposer au projet de loi de finances et rendre hommage aux personnes tuées dans les violences. Le même jour, Ruto annonce qu'il rejette et retire le projet de loi de finances.

### 13 juin
Le 13 juin, L'agent de police kenyan James Mukhwana est arrêté à la suite de la mort du blogueur Albert Ojwang.